# Narcistično vodenje
Sigmund Freud (1931) je narcistični osebnostni tip definiral kot posameznika, katerega glavni interes je samo ohranitev, je samostojen in ga je nemogoče ustrahovati. Freud (1913) je predvideval, da posamezniki, s tem osebnostnim tipom očarajo ostale kot močne osebnosti, še posebej v vodstvenih funkcijah.
Tako kot vodje , imajo narcistični posamezniki fantazije o moči in uspehu, potenciran in grandiozen smisel za samo pomembnost in malo empatije ali skrbi za občutke in potrebe drugih. Te lastnosti vodijo k manipulaciji in izkoriščanju drugih za namen potrebe po osebni rasti vodje.
Narcistično vodenje je torej tip, oblika vodenja pri katerem vodjo zanima samo on/ona. Njihova prioriteta so oni sami – na račun ljudi, ki delajo z njo/njim. Narcisizem je lahko konstruktiven ali reaktiven.

## Konstruktivni in reaktivni narcisizem
Tako kot vsi , vodje zasedajo položaj nekje v narcističnem spektru, ki sega od zdrave samozavesti, do patološkega egoizma. V tem spektru je smiselno razlikovati med konstruktivnim in reaktivnim narcisizmom.

### Konstruktivni narcisizem
Konstruktivni narcisi niso tujci pri uresničevanju ciljev in učinkovitosti ampak zato, ker ne iščejo predvsem osebne moči. Njihov uspeh je resničen. Imajo vizijo, ki seže prek njih in vložijo veliko količino truda da jo uresničijo. Pred pomembnimi odločitvami se posvetujejo z drugimi v kolektivu, cenijo kolektiv ne samo sebe in nikoli ne krivijo drugih ko gre kaj narobe. Konstruktivni narcisi imajo potencial, da postanejo vodje sprememb in navdihujoči vzorniki. Nekaterim sicer manjka toplina in premislek, nadomeščajo »dobro za podjetje« za »dobro za vse« za recipročne odnose, a ostali so karizmatični (angleški članek.

### Reaktivni narcisizem
Reaktivni narcisizem se razvije pri ljudeh, ki so bili na nek način poškodovani. Poškodbe nastanejo, ko so faze, ki so pomembne za razvoj, prekinjene in je situacija slabo obravnavana, starši pa so bodisi oddaljeni in hladni ali preveč popustljivi in otroka nerealistično občudujejo. V teh okoliščinah otroci razvijejo napačen občutek identitete in imajo težave obdržati stabilen občutek samopodobe. Posamezniki s to reaktivno motnjo redno izkrivljajo zunanje dogodke, da lahko obvladujejo anksioznost in odrinejo izgubo in razočaranje. Ustvarijo si svojo sliko značilne posebnosti in večvrednosti. Še kot odrasli, se reaktivni narcisi vedejo kot dojenčki, če niso uslišani ali jim manjka pozornosti. Skušajo dokazati drugim, da so vendarle nekaj vredni. Če se to konča pri trdem delu in želji dokazovanja, reaktivni narcisi lahko dobro vodijo podjetje, ki obrodi sadove, če pa se to spremeni v zavist, sovražnost, pohlep, veličastnost in maščevalnost potem so te sadovi že pokvarjeni.

## Negativni in pozitivni vidiki narcističnih vodij

### Negativni vidiki
Kot bi pričakovali, je literatura polna negativnih strani narcističnih vodij. Vizije, načrti in ukrepi so za narcističnega vodjo sinonim lastnih psiholoških potreb. Zaradi njihove potrebe po priznanju se narcis, pogosteje kot drugi, sami spodbujajo in samo zaposlujejo, ter uporabijo svoje sposobnosti prevare, manipulacije in ustrahovanja da se ustalijo v vodstvenih položajih tudi na tistih za katere niso dovolj kvalificirani.  Čeprav lahko prizadevanje za osebno slavo in uspeh motivira narcističnega vodjo v smeri pozitivne drznosti in transformativnih inovacij, večinoma narcistične vodje zapustijo poškodovane sisteme in odnose v svojem kolektivu. Narcisi so notorično slabi, preveč vključeni in žaljivi menedžerji. Hkrati zavračajo mnenja in nasvete svetovalcev, si vzamejo preveč zaslug in krivijo druge za svoje napake in pomanjkljivosti. Prav tako so nagnjeni do spodrsljajev v strokovnem mnenju in osebnem vedenju. Vendar pa zaradi svojega zagona in veličastnosti svoje napake naredijo z večjo gotovostjo in samozavestjo in imajo posledično večji vpliv, kot od tistih manj narcističnih vodij.
Da bi v celoti razumeli negativne posledice im pomen narcisizma pri voditeljih, je smiselno upoštevati psihološke komponente, ki so osnova za vedenje narcisov.
Te komponente so:
- Aroganca
- Občutek manjvrednosti
- Nenasitna potreba po priznavanju
- Superiornost
- Preobčutljivost
- Jeza
- Pomanjkanje empatije
- Amoralnost
- Iracionalnost
- Neprilagodljivost
- Paranoja

### Pozitivni vidiki
Glede na številne zloglasne primere narcističnega vodenja, bi se lahko vprašali, so sploh kakšni pozitivni vidiki le-tega. Razširjenost narcističnih vodij v vseh sektorjih družbe kaže, da morajo biti nekateri pozitivni vidiki narcističnih vodij. Opazno je, da sta ravno vrhovno zaupanje in prevlada, ki sta značilnosti narcizma, tisti lastnosti, ki navdihujeta skupino privržencev, da izberejo narcisa, da jih vodi. Dve prednosti sta, ki sta značilni za produktivne narcise, ki sta idealni za vodje v naših časih. So vizionarji in navdih za veliko število privržencev, niso le nosilci tveganja, ki bi želeli, da je delo opravljeno ampak tudi simpatizerji, ki lahko vodijo publiko s svojo retoriko, da bi prispevala k skupnem, javnem in osebnem dobrem. Kot vizionarji, narcistični voditelji vedno vidijo celotno sliko in prepustijo analiziranje drugim. Če jim pravila niso po godu, jih ignorirajo ali spremenijo.  Njihove vizije so velike in so navdihnjene iz njihove osebne potrebe po moči, slavi in zapuščini. Kljub parim pozitivnim lastnostim, avtor Maccobi (2000), poleg ene pozitivne lastnosti vedno navaja še vsaj tri negativne. Za uspešnost narcističnega vodje, mora on narcizem omejiti na lastno znanje. S temi optimalnimi spleti okoliščin, lahko njihove vizije postanejo realnost in obrodijo veliko inovacije in napredka.

## Vpliv konstruktivnih in reaktivnih narcisov na podjetje[7]
| Karakteristike                         | Konstruktivni narcisizem                                                    | Reaktivni narcisizem |
| -------------------------------------- | --------------------------------------------------------------------------- | --- |
| Samozavest                             | Visoka zunanja samozavest v skladu z realnostjo                             | Veličastna |
| Želja po moči, bogastvu in občudovanju | Lahko uživa v moči                                                          | Poskuša doseči moč ne glede na vse, manjka mu inhibicije pri prizadevanju                                                        |
| Odnosi                                 | Resnična skrb za druge in njihove ideje, ne izkorišča in razvrednoti drugih | Zaskrbljenost je omejena na oblikovanje družbeno ustreznega odziva, razvrednoti in izkorišča druge ko le lahko, brez obžalovanja |
| Sposobnost biti konsistenten           | Ima vrednote, sledi načrtom                                                 | Primanjkuje mu vrednot, zlahka se dolgočasi, pogosto spreminja načrte                                                            |
| Izvor                                  | Zdravo otroštvo s podporo in ustreznimi omejitvami glede vedenja do drugih  | Travmatično otroštvo z ne pravim občutkom samopodobe in brez pravega učenja, obzirnosti do drugih                                |